# Garbalin
Garbalin – wieś w Polsce położona w województwie łódzkim, w powiecie łęczyckim, w gminie Łęczyca.
W 1827 roku wieś liczyła 16 domów i 113 mieszkańców. W latach siedemdziesiątych XIX wieku, wieś stała się własnością właściciela fabryki w Ozorkowie, Augusta Schlossera.
W latach 1975–1998 miejscowość administracyjnie należała do województwa płockiego.
W miejscowości znajduje się zakład karny. Placówka powstała na początku lat 70., lecz w latach 2004–2007 ośrodek został znacząco rozbudowany i unowocześniony, m.in. powstały 2 nowe pawilony mieszkalne, w których znalazło się ponad 600 nowych miejsc zakwaterowania, powstała dodatkowa infrastruktura, wyremontowano m.in. garaże, budynki administracyjne, pralnie i kuchnie. Zakład karny w Garbalinie jest jedną z większych tego typu placówek w kraju i jednorazowo w trzech pawilonach mieszkalnych kary odbywać może ponad 900 skazanych, dozorowanych przez ponad 200 funkcjonariuszy i pracowników cywilnych. Zakład przeznaczony jest dla osadzonych odbywających karę pozbawienia wolności po raz pierwszy oraz dla recydywistów penitencjarnych z wydzielonym oddziałem terapeutycznym dla skazanych uzależnionych od alkoholu.
W pobliżu wsi, formalnie na terenie wsi Chrząstówek, był przystanek kolei wąskotorowej Garbalin.